# Eulepidotis infuscata
Eulepidotis infuscata là một loài bướm đêm trong họ Erebidae.